# Trollhättekanaal
Het Trollhättekanaal is een kanaal in het Zweedse landschap Västergötland en in de provincie Västra Götalands län en vormt een verbinding tussen het Vänermeer en het Kattegat. Het kanaal is 82 kilometer lang, waarvan 10 kilometer is gegraven en de rest natuurlijk vaarwater is van de rivier de Göta älv. Het kanaal volgt de loop van deze rivier en deze twee zorgen samen met het Götakanaal voor een verbinding tussen het Kattegat en de Oostzee door Götaland. Het kanaal is geschikt voor schepen tot 88 m lang en 13,2 m breed met een diepgang van 5,4 meter. In totaal varen er meer dan 20.000 schepen per jaar en worden er 3,5 miljoen ton goederen vervoerd door het kanaal.

## Geschiedenis
De eerste plannen voor een bevaarbare waterweg van het Vänermeer naar de Noordzee (Kattegat) komen uit de vroege zestiende eeuw. In 1607 werd bij Lilla Edet de eerste sluis in gebruik genomen. De eerste stappen naar een mogelijke uitbreiding van de bovenloop van de Göta älv werden pas rond 1800 gezet. 
De grootste moeilijkheid om te overwinnen waren de Trollhättefallen bij de stad Trollhättan met een valhoogte van 32 meter.